# Heinrich Seidel

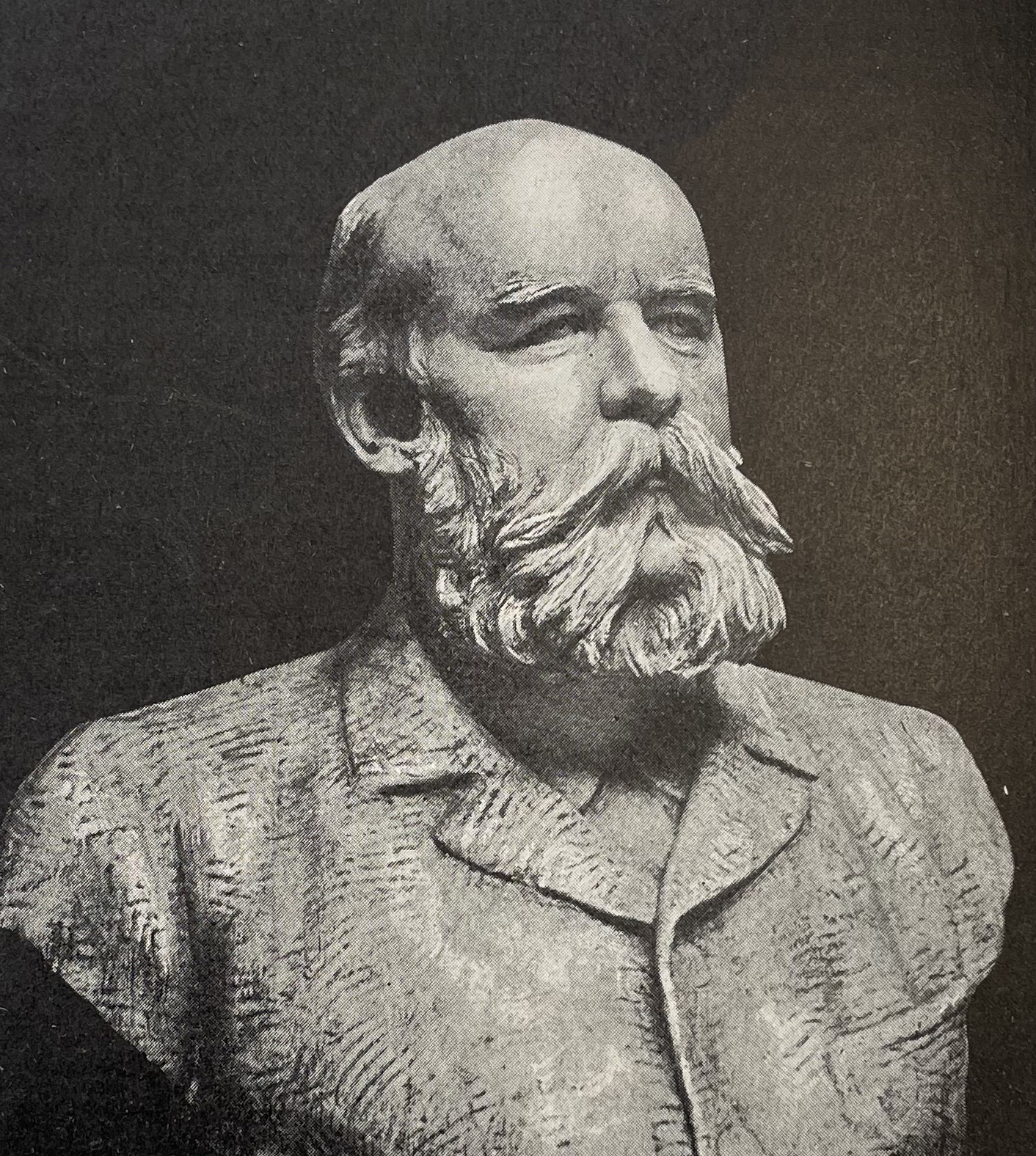
Heinrich Seidel (Foto Löscher & Petsch, um 1890)

Heinrich Friedrich Wilhelm Karl Philipp Georg Eduard Seidel (* 25. Juni 1842 in Perlin, Mecklenburg-Schwerin; † 7. November 1906 in Groß-Lichterfelde) war ein deutscher Ingenieur und Schriftsteller.

## Leben
Heinrich Seidel wurde als Sohn des evangelischen Theologen und Pastors Heinrich Alexander Seidel (1811–1861) und dessen Frau, der Gutspächtertochter Johanna Auguste, geb. Römer (1823–1896), in Perlin bei Wittenburg geboren und wuchs als Erstgeborener unter sechs Geschwistern auf. Nachdem sein Vater 1852 als Divisionspfarrer in die Residenzstadt versetzt worden war, besuchte Seidel das Fridericianum Schwerin, musste es aber wegen schlechter Leistungen in den alten Sprachen 1858 verlassen. Nach der Konfirmation Ostern 1859 bereitete Seidel sich anderthalb Jahre auf ein Studium am Polytechnikum vor, davon arbeitete er ein Jahr in der Schweriner Lokomotivreparaturwerkstätte, ein halbes Jahr erhielt er Privatunterricht in Mathematik.

### Ingenieur
Seidel studierte vom Herbst 1860 bis Ostern 1862 Maschinenbau am Polytechnikum in Hannover. Nach dem Tod des Vaters arbeitete er auf den Rat seines Onkels hin zwei Jahre in der Maschinenfabrik von Heinrich Kaehler in Güstrow und stand dort „von morgens 6 Uhr bis abends 7 Uhr an der Drehbank“. Danach erhielt er eine Stelle im Konstruktionsbüro einer anderen Maschinenbaufabrik als Zeichner und erweiterte hier seine Kenntnisse.

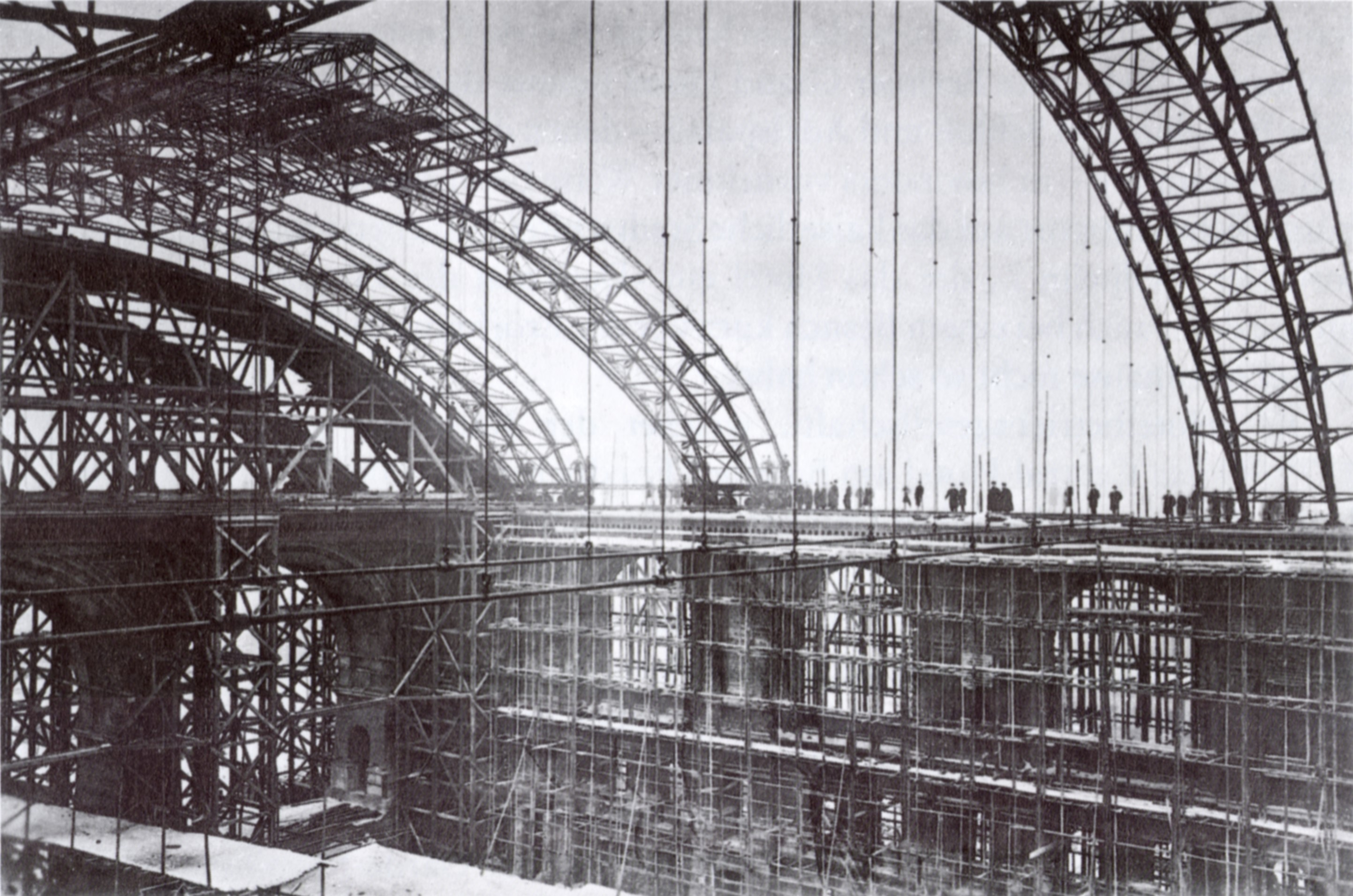
Bau des Anhalter Bahnhofs (1878)

Er studierte ab 1866 an der Gewerbeakademie Berlin und wurde Ingenieur. Bei den Neubaubüros der Berlin-Potsdamer Bahn (1870–1872) und der Berlin-Anhaltischen Bahn (1872–1880) konstruierte er Bahnanlagen wie die Yorckbrücken und entwarf die damals in Europa einmalige Dachkonstruktion von Berlin Anhalter Bahnhof mit einer Spannweite von 62,5 Metern. Wie er in den Lebenserinnerungen Von Perlin nach Berlin schreibt, gab er 1880 sein „sonderbares Doppelleben“ auf und widmete sich ausschließlich der Schriftstellerei.
Seidel war Mitglied im Akademischen Verein Hütte, kurz HÜTTE, mit dem Namen Frauenlob in der literarischen Gesellschaft Tunnel über der Spree und Gründungsmitglied der mecklenburgischen Landsmannschaft Obotritia, die 1897 zum Corps Obotritia Darmstadt wurde. Die Anfänge der Landsmannschaft Obotritia beschrieb er in seinem Buch Von Perlin nach Berlin als Leberecht Hühnchen. Unter dem Pseudonym Johannes Köhnke wirkte er neben Julius Stinde (Pseudonym Theophil Ballheim), Johannes Trojan und anderen im Allgemeinen Deutschen Reimverein (ADR) mit.
Seidel pflegte zahlreiche Freundschaften. Er musizierte in einem privaten kammermusikalischen Quartett u. a. mit Karl Eggers und dem Bildhauer Ludwig Brunow, der ihn 1870 in einem Relief porträtierte.
Der berühmte Spruch „Dem Ingenieur ist nichts zu schwer“ war sein Motto und die erste Zeile seines Ingenieurlieds von 1871.

### Florafälscher
Heinrich Seidel hatte ein besonderes Hobby: Er pflegte von seinen Reisen reichlich Samen fremdartiger Gewächse mitzubringen, um sie in Berlin oder auch anderen Orten (zum Beispiel Zimbelkraut, ein Wegerichgewächs, in Doberan) wieder auszusetzen. Einige Straucharten haben den Ortswechsel gut überlebt und zählen heute zum natürlichen Bestand der Berliner Flora. In seiner humorvollen Erzählung LINARIA CYMBALARIA hat er selbstironisch über „diese Sorte von sonderbaren Käuzen“ geschrieben, die „sogenannten Florafälscher oder Ansalber“, die die Botaniker irreführen. An letztere richtet er die Bitte:

„Wenn ihr diesem zierlichen Pflänzchen in und bei Berlin zufällig einmal in die hellen freundlichen Augen schaut – lasst es stehen! Ihr wisst es nun, es ist ja doch nur angesalbt. Und der, der seinen Samen streute, möchte gern eine kleine grüne Spur hinterlassen auf dieser Erde.“

### Grab

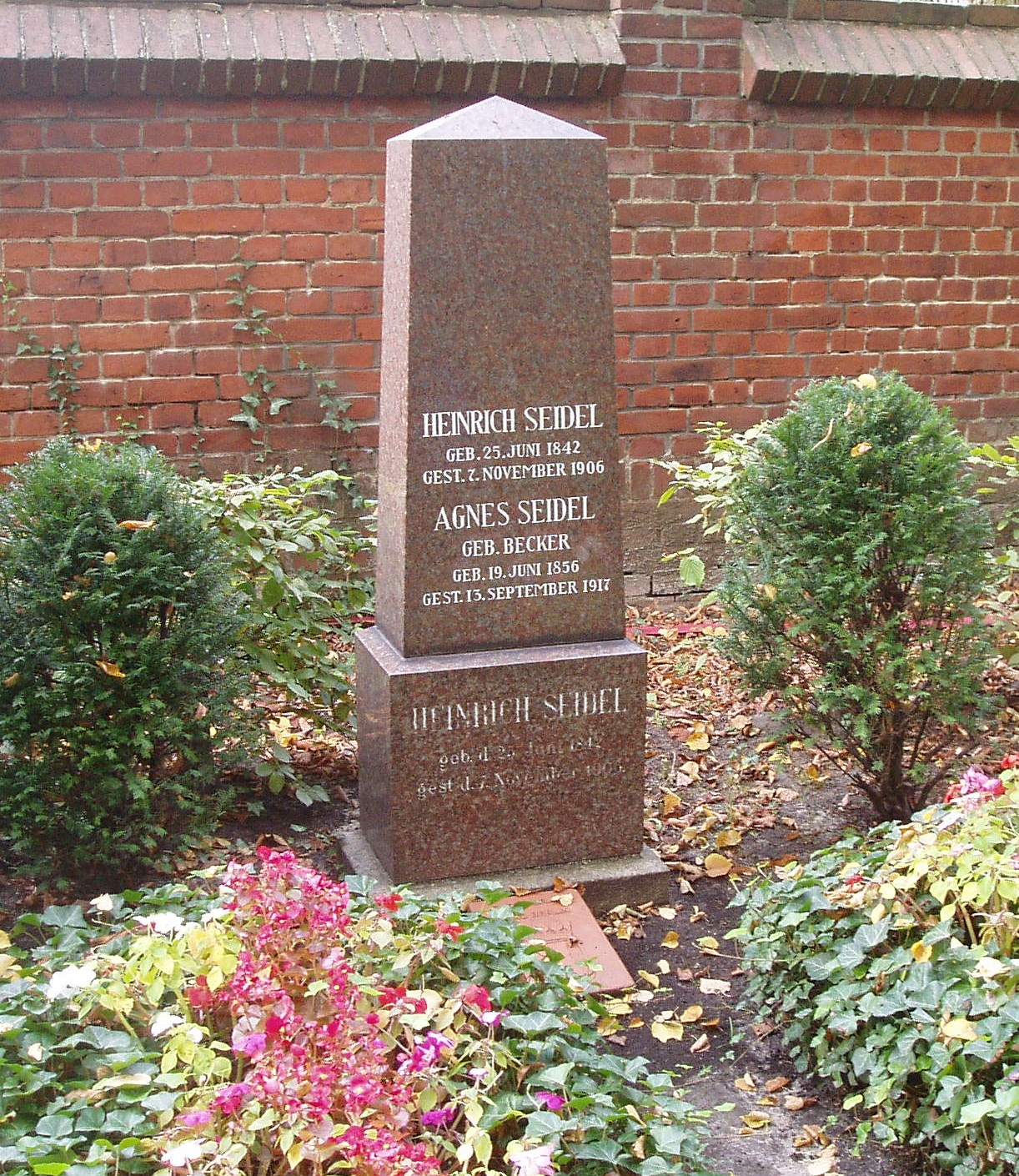
Seidels Ehrengrab

Das Ehrengrab von Heinrich Seidel befindet sich an der Westmauer des Friedhofs Lichterfelde an der Moltkestraße 42.

### Ehe und Nachfahren
1875 heiratete Seidel Agnes Becker (1856–1917), die Tochter eines Hamburger Kaufmanns. Mit ihr hatte er drei Söhne. Der älteste, Heinrich Wolfgang Seidel, der seine Cousine, die Lyrikerin Ina Seidel, heiratete, wurde später ebenfalls ein bekannter Schriftsteller. Der Pate des jüngsten Sohnes Helmuth Seidels war Helmuth Karl Bernhard von Moltke, den am 2. November 1800 Heinrich Seidels Urgroßvater in Parchim getauft hatte. In Berlin wohnte Seidel anfangs nacheinander in der Invalidenstraße, der Kesselstraße und der Königgrätzer Straße, nach der Hochzeit dann mit der Familie in der Schöneberger Frobenstraße 36 und ab 1880  im Haus des Senators a. D. Karl Eggers (dem Bruder von Friedrich Eggers) in der Straße Am Karlsbad 11 in Berlin-Tiergarten. Von 1895 bis zu seinem Tod durch Magenkrebs im Jahr 1906 lebte er im eigenen Haus mit Bauerngarten in der Boothstraße 29 in der Berliner Villenkolonie Lichterfelde. Dort fühlte sich Seidel besonders heimisch: „Ein Ort so schön wie ein Gedicht“.

## Künstlerisches Schaffen

Typischer Seidel-Einband (Gesammelte Schriften, Band 20, 1907)

Das bekannteste Werk Heinrich Seidels ist das Buch Leberecht Hühnchen, das aus mehreren Episoden besteht, die zwischen 1880 und 1893 entstanden. Das Buch ist auch heute noch erhältlich und hat durch die Beschreibung einfachen Glücks viele Leser gefunden.
Die Titelfigur Leberecht Hühnchen ist ein Studienfreund des Ich-Erzählers, der wie Seidel Ingenieur ist. Hühnchen lebt mit seiner leicht behinderten Frau und zwei Kindern in bescheidenen Verhältnissen, aber er „kennt die Kunst, glücklich zu sein“. Unter anderem wird ein „Festessen“ beschrieben, bei dem sämtliche 15 geernteten Trauben feierlich verzehrt werden. In einer späteren Episode verliebt sich der Erzähler in Hühnchens Tochter Frieda. Weitere Kapitel schildern die Hochzeit der beiden Protagonisten, Geburt eigener Kinder und Tod der Tochter des Erzählers und Friedas. Leberecht Hühnchen tritt hier in den Hintergrund, seine Wesensart dient aber weiterhin als Leitmotiv.
Hühnchens Idyll ist geprägt von seiner Unabhängigkeit und seiner Bescheidenheit. So scheint er vor den Gefahren der Moderne, die durch die molochartige Ausdehnung der Stadt Berlin symbolisiert wird, innerlich gewappnet. Eine Randfigur ist Doktor Havelmüller, der als skurriler, gutmütiger Gelehrter dargestellt wird. Damit porträtierte Seidel seinen Freund Emil Jacobsen.
Weniger bekannt ist Seidels Roman Reinhard Flemmings Abenteuer zu Wasser und zu Lande, in dem er die Erinnerungen an seine dörfliche Jugend in Perlin verarbeitete. Hier findet auch seine „Muttersprache“, das Plattdeutsche, stärkere Verwendung als in anderen Werken.
Hoch geschätzt wurden Seidels Märchen und seine Autobiographie Von Perlin nach Berlin, vor allem von seinen Schriftstellerkollegen  Stinde, Trojan, Stettenheim und anderen. Darüber hinaus schrieb er zahlreiche Gedichte, von denen einige auch heute noch in Anthologien übernommen werden, so auch das Gedicht Der Eiersegen.
Eine Besonderheit bilden hier seine „Reimkunststücke“, in denen er virtuos mit Kling-, Binnen- und Schüttelreimen spielt. Anregung zu diesen Dichtungen gab ihm der Allgemeine Deutsche Reimverein, in dem er unter dem Dichternamen Johannes Köhnke wirkte.
In seiner Erzählung Im Jahre 1984 schildert er die wundersame Reise des Gottlieb Nothnagel in das Jahr 1984 – eine Maschinenwelt der automatischen Restaurants und außerordentlich schnellen interkontinentalen Verkehrsverbindungen, bevölkert von Menschen, die höchst individuelle Kleidung tragen.
Seidels literarische Vorbilder waren Jean Paul, Adalbert Chamisso, Wilhelm Hauff, E.T.A. Hoffmann, Fritz Reuter, Theodor Storm, Gottfried Keller, Ludwig Uhland und Eduard Mörike. In seinem Phantasiestück Was sich am Morgen meines fünfzigsten Geburtstags ereignete. Eine höchst merkwürdige Geschichte spielen sie alle ihre Rolle.
Der Literaturwissenschaftler Jürgen Jahn schreibt in seinem Nachwort zu einer Sammlung der Berlinischen Miniaturen Seidels:

„Bei aller Affinität zu älteren Erzähltraditionen fühlte sich unser Autor nach eigenem Eingeständnis den modernen Realisten verbunden. Er hielt nicht allzuviel vom klassischen Idealismus, der dort anlangte, ‚wo die genaue Wirklichkeit der Welt aufhört. Wer Menschen und Zustände kennt und durchdringt, wird immer Realist sein.‘ (Aufzeichnungen aus den Jahren 1869–1879). Dieses Bekenntnis zum ‚Realismus‘ entsprang kaum tiefgründiger Reflexion, war wohl eher Glaubens- oder Gefühlssache. Dazu passt aber, dass Seidel dem zeitgenössischen Naturalismus keinerlei Sympathien entgegenbrachte; und auch seine schriftstellerische Praxis zeigt ihn als Autor, dessen Sicht auf menschliche Zustände von einem plattrationalistischen Weltverständnis weit entfernt ist und eben auch das Nicht-mehr-Rationale einschließt …“

Mit Storm, Keller und Fontane stand Seidel im brieflichen Kontakt, wobei vor allem Storm ihm wohlwollend kritische Ratschläge zu seinen literarischen Arbeiten gab.

## Ehrungen

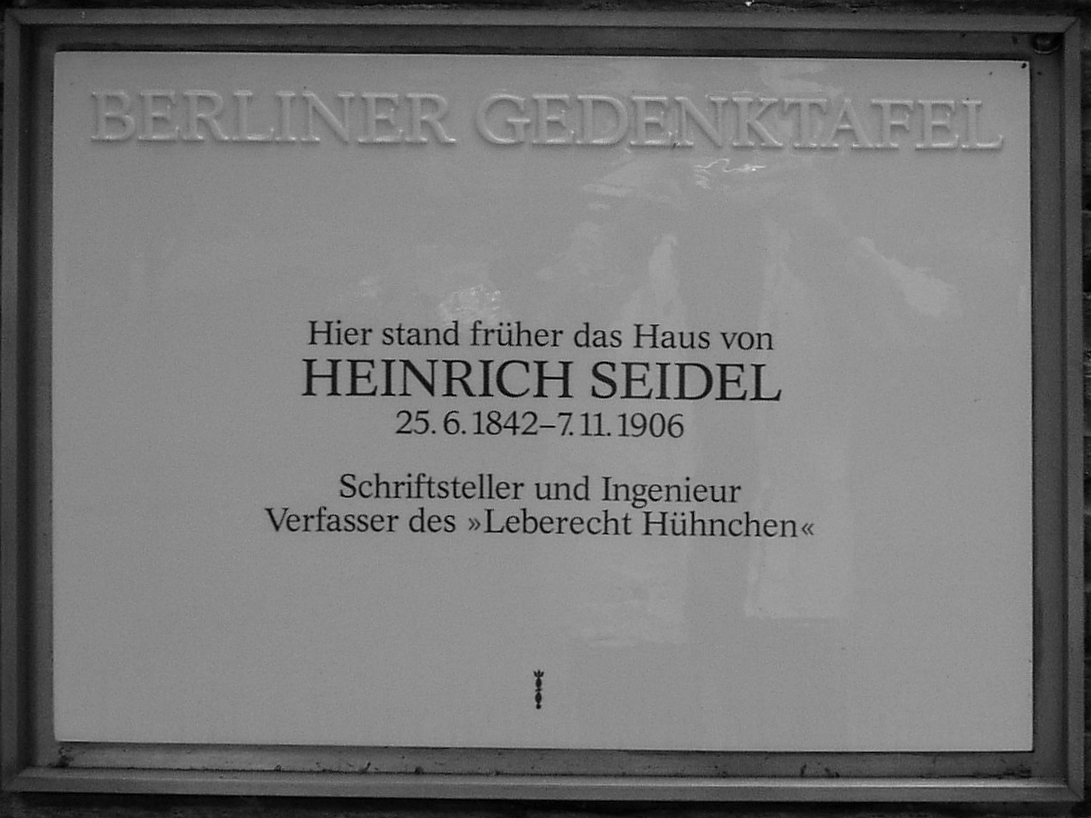
Berliner Gedenktafel Boothstraße 30, 2006

- Heinrich-Seidel-Grundschule in Berlin-Wedding, am 10. Dezember 1954 benannt.[15]
- Heinrich-Seidel-Straße in Berlin-Steglitz am 15. Januar 1910 benannt.
- Seidelstraße in Güstrow, vorher Mariekenstraße, 1945 umbenannt.

## Werke (Auswahl)

### Erst- und Einzelausgaben

Deckelillustration zu Seidels Natursänger

- Der Rosenkönig. Hoffmann, Berlin 1871.
- Blätter im Winde. Gedichte. Hoffmann, Berlin 1872.
- Fliegender Sommer. Phantasiestücke. Hoffmann, Breslau 1873.
- Humoristische Skizzen. Fock, Leipzig 1875.
- Aus der Heimath. Studien. Hoffmann, Breslau 1874.
- Winterfliegen. Neue Gedichte. Luckhardt, Berlin 1880.
- Vorstadtgeschichten. Luckhardt, Berlin 1880. (Digitalisat nach Gesammelte Geschichten, Band 2, 1902).
- Drei Klänge sind’s. Gedicht 1880 (Digitalisat).
- Leberecht Hühnchen, Jorinde und andere Geschichten. Liebeskind, Leipzig 1882. Gesammelte Schriften, Band 1, 1893; Textarchiv – Internet Archive.
- Neues von Leberecht Hühnchen und anderen Sonderlingen. Liebeskind, Leipzig 1888 (Digitalisat nach Gesammelte Schriften, Band 3, 1893).
- Natursänger. Illustrationen von Hektor Giacomelli. Elischer, Leipzig 1888.
- Die goldene Zeit. Neue Geschichten aus der Heimath. Liebeskind, Leipzig 1888 (Digitalisat).
- Leberecht Hühnchen als Großvater. Liebeskind, Leipzig 1890 (Digitalisat nach Gesammelte Schriften, Band 8).
- Sonderbare Geschichten. Liebeskind, Leipzig 1891 (Digitalisat nach Gesammelte Schriften, Band 9, 1898).
- Von Perlin nach Berlin. Lebenserinnerungen. Liebeskind, Leipzig 1894. (Gesammelte Schriften, Band 13). Überarbeitete Neuausgabe, 2006.
- Neues Glockenspiel. Liebeskind, Leipzig 1894. Gesammelte Schriften, Band 11; Textarchiv – Internet Archive.
- Kinkerlitzchen. Liebeskind, Leipzig 1895.
- Die Musik der armen Leute und andere Vorträge. Liebeskind, Leipzig 1896.
- Die Augen der Erinnerung und Anderes. Liebeskind, Leipzig 1897 (Gesammelte Schriften, Band 14).
- Reinhard Flemmings Abenteuer zu Wasser und zu Lande. Cotta, Stuttgart 1900 (Gesammelte Schriften, Band 15 und Band 18–1, Digitale Neuausgabe 2017).
- Wintermärchen. 2 Bände. Cotta, Stuttgart und Berlin 1901 (Gesammelte Schriften, Band 16 und 17).
- Leberecht Hühnchen. Gesamtausgabe. 1901. Neuausgabe im Insel Verlag, ISBN 3-458-32486-0. 2. Auflage: 1903; archive.org.

### Illustrierte Kinderbücher
- Ernst und Scherz. 20 Schwarzbilder von Heinrich Braun. Lipperheide, Berlin 1884.
- Wintermärchen. Mit 4 Aquarellen und 65 Holzschnitten von S. Friedrich, Carl Röhling, C. Gehrts und anderen. Flemming, Glogau 1885.
- Die Jahreszeiten. Ein Bilderbuch. Mit Chromolithographien von Carl Röhling. Meißner & Buch, Leipzig 1886.
- Allerlei aus Stadt und Land. Ein lustiges Bilderbuch. Mit Illustrationen von Carl Röhling. Müller und Lohse, Dresden 1888.
- Der Besuch in Berlin. Ein Bilderbuch. Mit Illustrationen von Carl Röhling. Müller und Lohse, Dresden 1888. Digitalisiert durch die Zentral- und Landesbibliothek Berlin 2025. URL: urn:nbn:de:kobv:109-1-15504450.
- Der Besuch auf dem Lande. Ein Bilderbuch. Mit Illustrationen von Carl Röhling. Müller und Lohse, Dresden 1888.
- Das Volksfest. Ein Bilderbuch. Müller und Lohse, Dresden 1888.
- Das Wirtshaus an der Landstraße. Ein Bilderbuch in Ernst und Scherz. Mit Illustrationen von Carl Röhling. Müller und Lohse, Dresden 1888.
- Kinderlieder und Geschichten. Mit Illustrationen von Carl Röhling. Union, Stuttgart 1903.
- Bei Goldhähnchens war ich jüngst zu Gast. Bilder Hertha Rührmann. Weimar, Knabe, 1946.
- Das Zauberklavier und andere Märchen. Illustrationen: Fritz Lattke, Gebr. Knabe Verlag, Weimar 1957. 7. Auflage 1983.

### Sammlung und Gesamtausgaben
- Heimatgeschichten. Gesamtausgabe. 1902.
- Reinhard Flemmings Abenteuer zu Wasser und zu Lande. 3 Bände. 1900–1906 (Digitalisat bei Google books).
- Gesammelte Schriften. 20 Bände. 1889–1907.
- Erzählende Schriften. 7 Bände. 1899–1900.
- Gesammelte Werke. 5 Bände. 1925.
- Zwischen City und Idyll. Berlinische Miniaturen. Jürgen Jahn (Hrsg. und Nachwort), Morgenbuch Verlag, Berlin 1997 (Märkischer Dichtergarten), ISBN 3-371-00410-4.

### Briefe
- 18 Briefe und Karten Heinrich Seidels an Paul Warncke 24. Oktober 1896 bis 26. Juli 1902.[16]
- 13 Briefe Heinrich Seidels an verschiedene Empfänger 12. November 1870 bis 9. Januar 1905.[16]
- Brief vom 28. Dezember 1882 an Theodor Storm, zitiert in Heinrich Seidel: Zwischen City und Idyll. Berlinische Miniaturen. Jürgen Jahn (Hrsg. und Nachwort), Morgenbuch Verlag, Berlin 1997 (Märkischer Dichtergarten), ISBN 3-371-00410-4. S. 223–225 (autobiografischer Brief).